# Laura Hill
Laura Hill (* 22. Mai 1976 in Chesterfield) ist eine ehemalige englische Squashspielerin.

## Karriere
Laura Hill spielte von 2005 bis 2011 auf der WSA World Tour und gewann in dieser Zeit einen Titel. Sie sicherte sich im Mai 2007 den Titel bei den Carcassonne City Open. Darüber hinaus erreichte sie zwei weitere Finals auf der World Tour. Ihre höchste Platzierung in der Weltrangliste erreichte sie mit Rang 43 im März 2008.

## Erfolge
- Gewonnene WSA-Titel: 1